# Trichophantasis
Trichophantasis is een kevergeslacht uit de familie van de boktorren (Cerambycidae). De wetenschappelijke naam van het geslacht werd voor het eerst geldig gepubliceerd in 2000 door Sudre & Teocchi.

## Soorten
Trichophantasis omvat de volgende soorten:
- Trichophantasis grandicollis (Breuning, 1967)
- Trichophantasis subtuberculata (Breuning, 1967)